# アン・シェリダン
アン・シェリダン (Ann Sheridan, 1915年2月21日 - 1967年1月21日) はアメリカ合衆国の女優である。

## 略歴
学生時代に美人コンテストで優勝し、パラマウント映画と契約。1934年に映画デビューするが、しばらくごく小さな役しか回ってこなかった。1936年にワーナー・ブラザースと契約し、名前を"アン・シェリダン"と改め、ジェームズ・キャグニー、ハンフリー・ボガート主演の『汚れた顔の天使』や、エロール・フリン主演の『無法者の街』などに出演して人気スターとなる。

## 主な出演作品
- 美人探し Search for Beauty （1934年）
- ボレロ（英語版） Bolero （1934年）
- 女装陸戦隊 Come on Marines （1934年）
- 絢爛たる殺人 Murder at the Vanities （1934年）
- 合点!承知! Shoot the Works （1934年）
- 接吻とお化粧 Kiss and Make Up （1934年）
- 銀鼠流線型 The Notorious Sophie Lang （1934年）
- お嬢様お耳拝借 Ladies Should Listen （1934年）
- ボクは芸人 You Belong to Me （1934年）
- 戦ふ幌馬車 Wagon Wheels （1934年）
- キャベツ畑のおばさん Mrs. Wiggs of the Cabbage Patch （1934年）
- カレッヂ・リズム College Rhythm （1934年）
- 帰らぬ船出 Limehouse Blues （1934年）
- 放送ビルディング One Hour Late （1934年）
- ソプラノ奥様 Enter Madame （1935年）
- 西部の掟 Home on the Range （1935年）
- ルムバ Rumba （1935年）
- 無電非常線 Car 99 （1935年）
- ロッキーの怪人 Rocky Mountain Mystery （1935年）
- ミシシッピー Mississippi （1935年）
- ガラスの鍵 The Glass Key （1935年）
- 十字軍 The Crusades （1935年）
- 黒の秘密 Black Legion （1937年）
- 忘れがたみ Letter of Introduction （1938年）
- 汚れた顔の天使 Angels with Dirty Faces （1938年）
- ゼイ・メイド・ミー・ア・クリミナル They Made Me a Criminal (1939年)
- 無法者の群 Dodge City （1939年）
- 栄光の都 City for Conquest （1940年）
- 夜までドライブ They Drive by Night (1940年）
- 嵐の青春 Kings Row （1942年）
- 暴力に挑む男 Edge of Darkness （1943年）
- 賭博の町 Silver River （1948年）
- 善人サム Good Sam （1948年）
- 僕は戦争花嫁 I Was a Male War Bride （1949年）
- 地獄の道連れ Appointment in Honduras （1953年）
- 春来たりなば Come Next Spring （1956年）